# 토르스텐 알비히
토르스텐 알비히(독일어: Torsten Albig, 1963년 5월 25일~)는 독일의 정치인이다. 2009년부터 2012년까지 킬 시장을, 2012년부터 2017년까지 슐레스비히홀슈타인 주총리를 지낸 바 있다.

## 생애
토르스텐 알비히는 1963년 5월 25일 브레멘에서 태어났다. 태어난 후 오스트홀슈타인과 빌레펠트에서 성장했으며 빌레펠트 대학교에서 사학과 사회학을 전공했으나 법학으로 전과하였다. 2009년부터 킬 시장으로 선출되어 3년간 지내다가 2012년 슐레스비히홀슈타인 주의회 선거에서 사민당 주총리 후보로 선출되었다. 이어진 선거에서 기민련을 꺾고 7년 만에 사민당 주정부를 성립시켰다. 주총리를 지내는 동안 2012년과 2017년 대통령 선거에서 사민당 대표 선거인단을 맡기도 했다. 2017년 주의회 선거에서 다니엘 귄터가 이끄는 기민련에게 패해 주총리 직에서 물러났다. 이후 도이체 포스트 브뤼셀 지부 부대표를 맡고 있다.

## 역대 선거 결과
| 선거명      | 직책명                      | 대수 | 정당            | 득표율 | 득표수 | 결과 | 당락                           |
| ----------- | --------------------------- | ---- | --------------- | ------ | ------ | ---- | ------------------------------ |
| 2012년 선거 | 슐레스비히홀슈타인의 주총리 | 13대 | 독일 사회민주당 | 50.73% | 35표   | 1위  | 슐레스비히홀슈타인 주총리 당선 |
| 2017년 선거 | 슐레스비히홀슈타인의 주총리 | 14대 | 독일 사회민주당 | 28.77% | 21표   | 2위  | 낙선                           |

## 같이 보기
- 슐레스비히홀슈타인의 주총리